# Pennilabium lampongense
Pennilabium lampongense är en orkidéart som beskrevs av Johannes Jacobus Smith. Pennilabium lampongense ingår i släktet Pennilabium och familjen orkidéer. Inga underarter finns listade i Catalogue of Life.